# آیرودینامیک خودرو
آیرودینامیک خودرو (به انگلیسی: Automotive aerodynamics) مطالعه آیرودینامیک وسایل نقلیه جاده‌ای است. اهداف اصلی آن کاهش صدای نیروی پسار و باد، به حداقل رساندن انتشار نویز و جلوگیری از نیروی برآر ناخواسته و سایر علل ناپایداری آیرودینامیکی در سرعت‌های بالا است. هوا نیز در این مورد یک سیال در نظر گرفته می‌شود. برای برخی از کلاس‌های خودروهای مسابقه، ممکن است تولید نیروی رو به پایین برای بهبود کشش و در نتیجه توانایی‌های پیچیدن نیز مهم باشد.

## تاریخچه

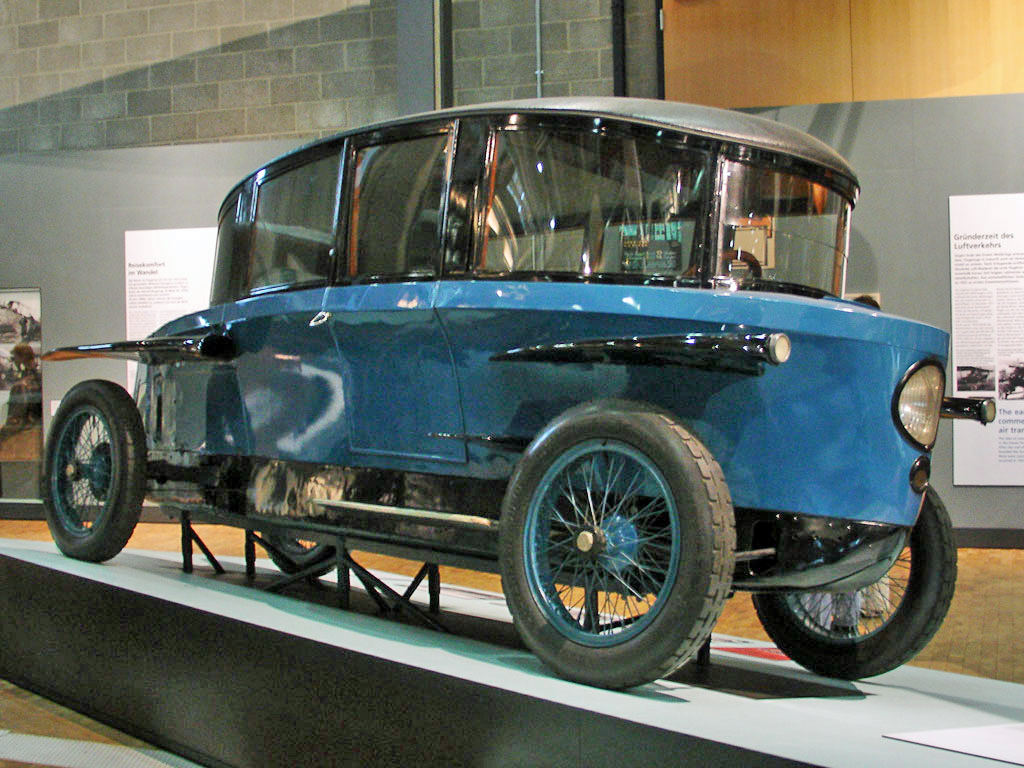
تروپفن‌واگن ۱۹۲۱ ادموند رامپلر اولین سری خودروی تولید شده قبل از کرایسلر ایرفلو و تاترا ۷۷ با طراحی آیرودینامیک بود.

نیروی اصطکاک، نیروی پسار آیرودینامیکی با سرعت خودرو به‌طور قابل توجهی افزایش می‌یابد. در اوایل دهه ۱۹۲۰، مهندسان شروع به در نظر گرفتن شکل خودرو برای کاهش درگ آیرودینامیکی در سرعت‌های بالاتر کردند. در دهه ۱۹۵۰ مهندسان خودرو آلمان و بریتانیا به‌طور سیستماتیک اثرات نیروی پسار خودرو را برای خودروهای با عملکرد بالاتر تجزیه و تحلیل می‌کردند. در اواخر دهه ۱۹۶۰ دانشمندان همچنین از افزایش قابل توجه سطح صدای منتشر شده از خودروها با سرعت بالا آگاه شدند. این اثرات برای افزایش شدت سطوح صوت برای کاربری‌های زمین مجاور با نرخ غیر خطی درک شد. همین موضوع باعث شد تا هم‌اکنون خودروسازهای خارجی بر سر موضوع سریعترین ماشین جهان با یکدیگر رقابت کنند. به زودی مهندسان بزرگراه شروع به طراحی جاده‌ها برای در نظر گرفتن اثرات سرعت نیروی پسار آیرودینامیکی تولید سطوح صوتی کردند و سازندگان خودرو نیز همین عوامل را در طراحی خودرو در نظر گرفتند.

## استراتژی‌هایی برای کاهش نیروی پسار

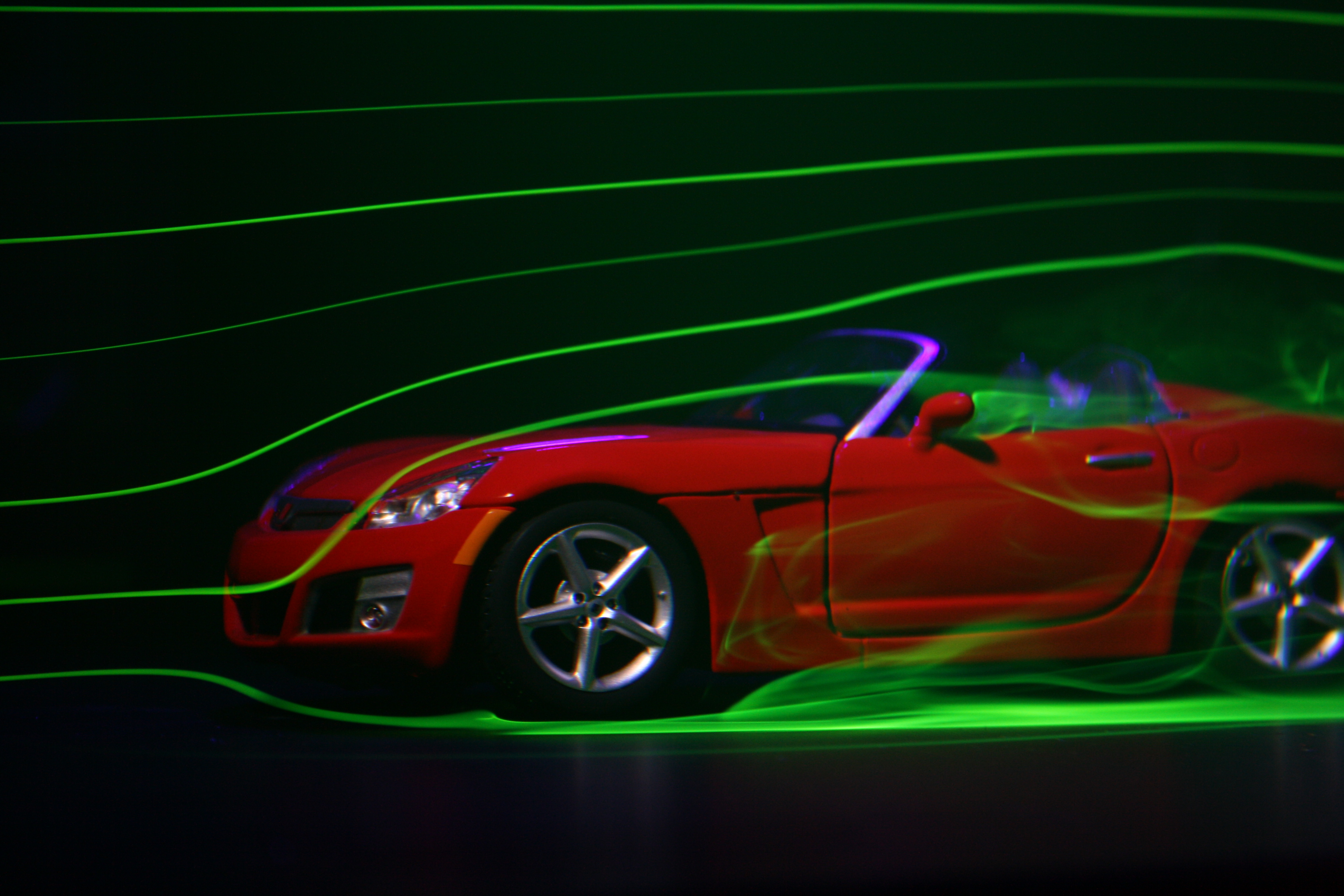
خطوط خطی روی یک مدل خودرو

حذف قطعات روی یک وسیله نقلیه راهی آسان برای طراحان و صاحبان وسایل نقلیه برای کاهش کشش و جلویی وسیله نقلیه با هزینه و تلاش اندک است. حذف می‌تواند به سادگی حذف یک قطعه پس از فروش یا بخشی که پس از تولید بر روی خودرو نصب شده است یا نیاز به تغییر و حذف یک قطعه تولیدکننده تجهیزات اصلی (OEM) به معنای هر بخشی از خودرو که در ابتدا بر روی خودرو ساخته شده است، باشد. اکثر خودروهای اسپورت تولیدی و خودروهای با راندمان بالا با بسیاری از این حذف‌ها به‌منظور رقابت در بازار خودرو و مسابقه به صورت استاندارد عرضه می‌شوند، در حالی که برخی دیگر ترجیح می‌دهند این جنبه‌های کششی خودرو را برای جنبه‌های بصری خود حفظ کنند یا مطابق با کاستوم میل مشتری باشند.

### باله‌ها
یک باله عقب معمولاً در اکثر خودروهای اسپورت استاندارد وجود دارد و شبیه به شکل بال برجسته در عقب خودرو است. هدف اصلی یک باله عقب در طراحی یک وسیله نقلیه، مقابله با نیروی بالابر است، در نتیجه باعث افزایش پایداری در سرعت‌های بالاتر می‌شود. به منظور دستیابی به کمترین میزان کشش ممکن، هوا باید در اطراف بدنه ساده وسیله نقلیه بدون تماس با مناطقی که ممکن است تلاطم داشته باشد، جریان یابد. طراحی باله عقب که از درب عرشه عقب جدا می‌شود، نیروی رو به پایین را افزایش می‌دهد و در سرعت‌های بالا نیروی بالابر را کاهش می‌دهد و در عین حال نیروی پسار را متحمل می‌شود. اسپویلرهای مسطح که احتمالاً کمی به سمت پایین زاویه دارند ممکن است تلاطم را کاهش دهند و در نتیجه ضریب پسار را کاهش دهند. برخی از خودروها اکنون دارای باله‌های عقب قابل تنظیم خودکار هستند، بنابراین در سرعت پایین‌تر، زمانی که به مزایای کاهش نیروی بالابر نیازی نباشد، اثر نیروی پسار کاهش می‌یابد.

### آینه‌ها
آینه‌های بغل هم سطح جلوی خودرو را افزایش می‌دهند و هم ضریب پسار را افزایش می‌دهند زیرا از کنار خودرو بیرون زده‌اند. به منظور کاهش تأثیر آینه‌های بغل بر نیروی کشش خودرو، آینه‌های بغل را می‌توان با آینه‌های کوچکتر یا آینه‌هایی با شکل متفاوت جایگزین کرد. چندین خودروهای مفهومی دهه ۲۰۱۰ در حال جایگزینی آینه‌ها با دوربین‌های کوچک هستند، اما این گزینه برای خودروهای تولیدی رایج نیست زیرا اکثر کشورها به آینه‌های بغل نیاز دارند. یکی از اولین خودروهای سواری تولیدی که آینه‌ها را با دوربین تعویض کرد هوندا ای بود و در این مورد ادعا می‌شود که دوربین‌ها توسط هوندا «حدود ۹۰٪ درصد در مقایسه با آینه‌های بغل معمولی» کاهش آینه آیرودینامیکی داشته‌اند که به تقریباً ۳٫۸٪ کمک می‌کند. کاهش در کشش برای کل وسیله نقلیه تخمین زده می‌شود که دو آینه بغل مسئول ۲٪ تا ۷٪ درصد کشش آیرودینامیکی یک وسیله نقلیه موتوری هستند و حذف آن‌ها می‌تواند مصرف سوخت را به میزان ۱٫۵ تا ۲ مایل در هر گالن آمریکا بهبود بخشد.

### آنتن‌های رادیویی
در حالی که آنتن‌های رادیویی به دلیل اندازه کوچکشان بیشترین تأثیر را بر ضریب پسار ندارند، آنتن رادیویی که معمولاً از جلوی خودرو بیرون زده‌اند را می‌توان تغییر مکان داد و طراحی آن را تغییر داد تا خودرو از این کشش اضافی خلاص شود. رایج‌ترین جایگزین برای آنتن استاندارد خودرو، آنتن باله کوسه‌ای است که در اکثر خودروهای با راندمان بالا یافت می‌شود.

### چرخ‌ها

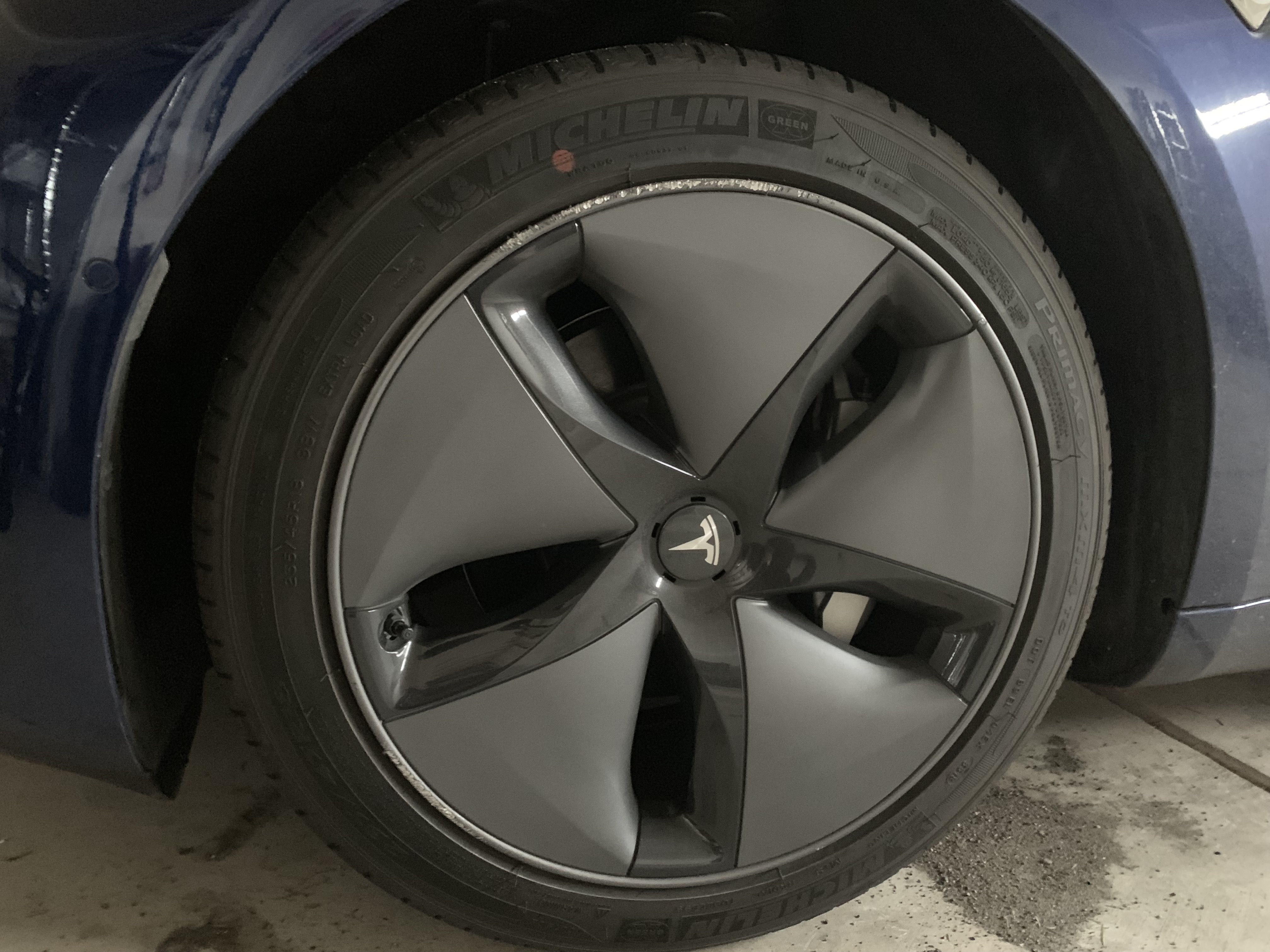
رینگ‌های آلیاژی با روکش در تسلا مدل ۳

هنگامی که هوا در اطراف چاه چرخ جریان دارد، توسط رینگ‌های وسایل نقلیه مختل می‌شود و منطقه‌ای از تلاطم در اطراف چرخ ایجاد می‌کند. برای اینکه هوا به آرامی در اطراف چاه چرخ جریان یابد، اغلب از قالپاق‌های صاف استفاده می‌شود. قالپاق‌های صاف کلاهک‌های توپی هستند که هیچ سوراخی در آنها برای عبور هوا وجود ندارد. این طراحی باعث کاهش کشش می‌شود. با این حال، ممکن است باعث شود که ترمزها سریعتر گرم شوند زیرا قالپاق‌ها از جریان هوا در اطراف سیستم ترمز جلوگیری می‌کنند. در نتیجه، این اصلاح بیشتر در خودروهای با راندمان بالا به جای خودروهای اسپورت یا خودروهای مسابقه دیده می‌شود.

### پرده‌های هوا

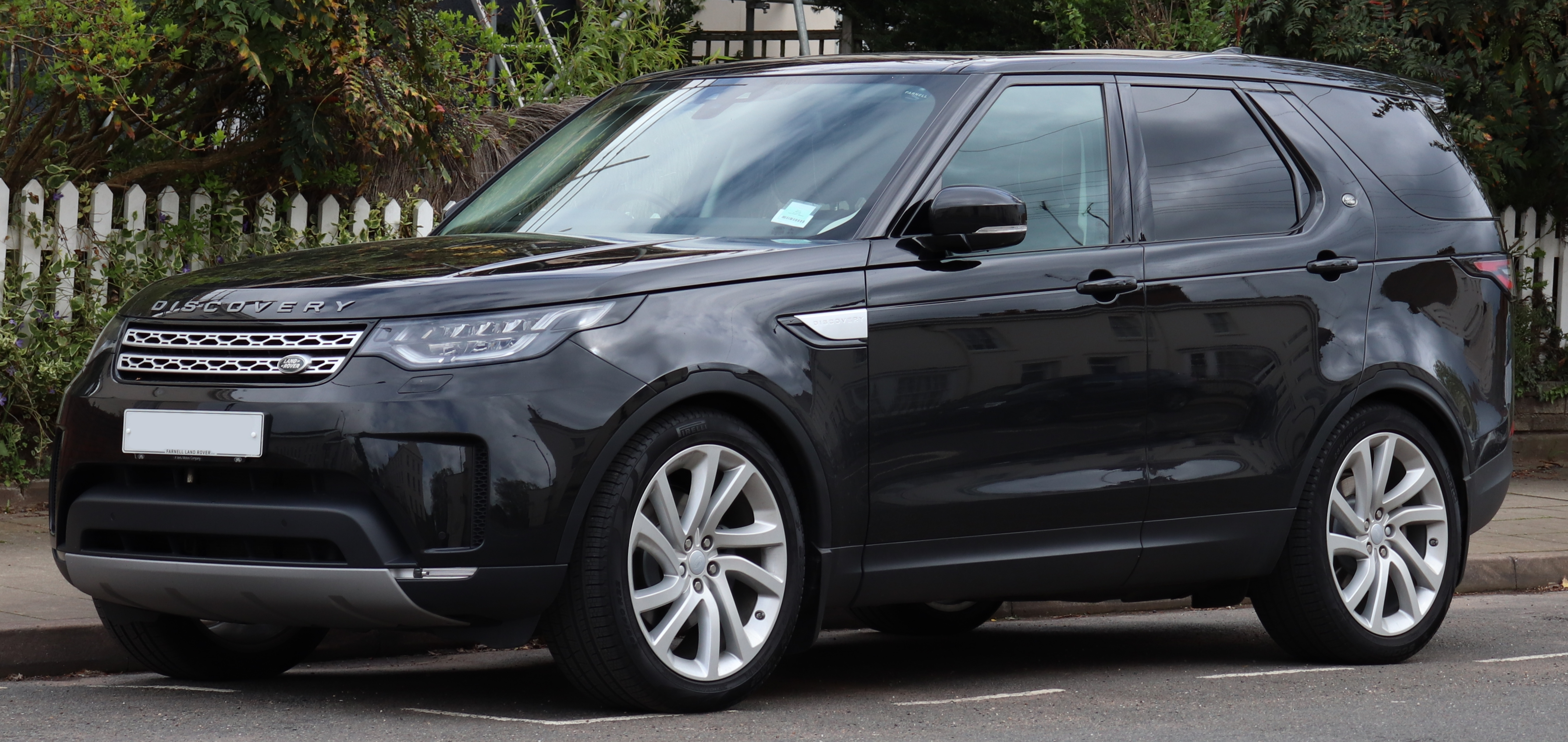
لندروور دیسکاوری با پرده هوای جلو ۲۰۱۷

پرده‌های هوا، جریان هوا را از شکاف‌های بدنه منحرف می‌کنند و آن را به سمت لبه‌های بیرونی چاه چرخ هدایت می‌کنند.

### بلوک‌های جزئی جلوپنجره
جلوپنجره خودرو برای هدایت هوا از طریق رادیاتور استفاده می‌شود. در یک طراحی کارآمد، هوا به جای عبور از خودرو، در اطراف خودرو جریان دارد. با این حال، جلوپنجره یک وسیله نقلیه جریان هوا را از اطراف وسیله نقلیه به داخل وسیله نقلیه هدایت می‌کند، که سپس کشش را افزایش می‌دهد. به منظور کاهش این تأثیر اغلب از بلوک جلوپنجره استفاده می‌شود. یک بلوک جلوپنجره قسمتی یا کل جلوپنجره خودرو را می‌پوشاند. در اکثر مدل‌های با راندمان بالا یا در خودروهایی با ضریب پسار پایین، یک توری بسیار کوچک از قبل در طراحی خودرو تعبیه می‌شود که نیاز به بلوک جلوپنجره را از بین می‌برد. جلوپنجرت در اکثر خودروهای تولیدی به‌طور کلی برای به حداکثر رساندن جریان هوا از طریق رادیاتور در جایی که به داخل محفظه موتور خارج می‌شود، طراحی شده است. این طراحی در واقع می‌تواند جریان هوای زیادی را در محفظه موتور ایجاد کند و از گرم شدن به موقع آن جلوگیری کند و در چنین مواردی از بلوک جلوپنجره برای افزایش عملکرد موتور و کاهش کشش خودرو به‌طور همزمان استفاده می‌شود.

### زیر سینی‌ها
قسمت زیرین یک وسیله نقلیه اغلب هوا را در مکان‌های مختلف به دام می‌اندازد و باعث ایجاد تلاطم در اطراف خودرو می‌شود. در اکثر وسایل نقلیه مسابقه با پوشاندن کل قسمت زیرین وسیله نقلیه در چیزی که سینی زیر نامیده می‌شود، این مشکل برطرف می‌شود. این سینی از محبوس شدن هوا در زیر خودرو جلوگیری می‌کند و نیروی کشش را کاهش می‌دهد.

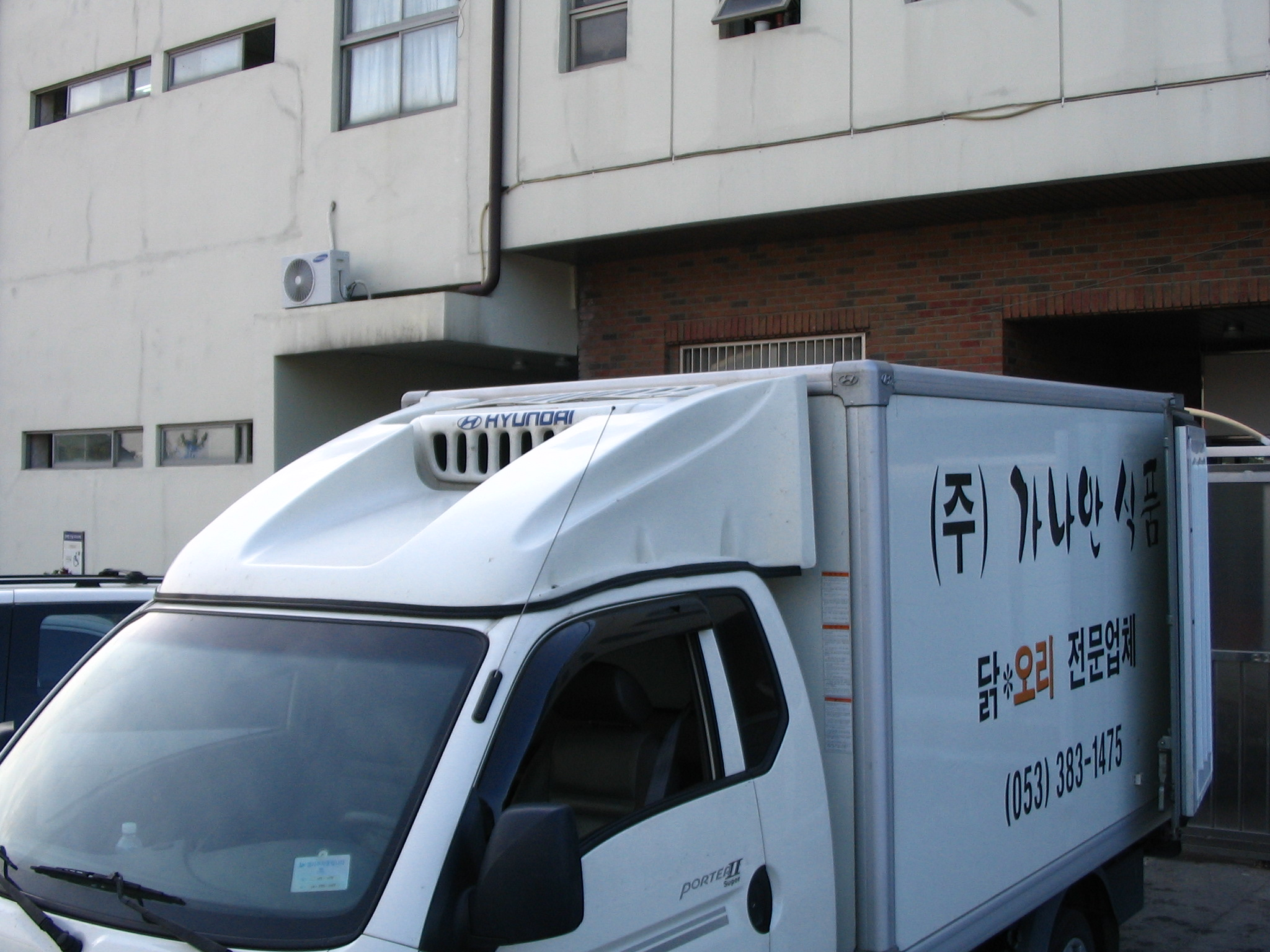
یک کامیون با بدنه اضافه شده در بالای کابین برای کاهش کشش.

### دامن گلگیر
دامن‌های گلگیر اغلب به عنوان امتداد پنل‌های بدنه وسایل نقلیه ساخته می‌شوند و کل چاه چرخ‌ها را می‌پوشانند. مانند روکش‌های صاف چرخ، این اصلاح با جلوگیری از گیر افتادن هوا در چاه چرخ، کشش خودرو را کاهش می‌دهد و به ساده‌سازی بدنه خودرو کمک می‌کند. دامن گلگیر بیشتر در چاه چرخ‌های عقب خودرو یافت می‌شود زیرا لاستیک‌ها نمی‌چرخند و طراحی بسیار ساده‌تر است. این امر معمولاً در خودروهایی مانند نسل اول هوندا اینسایت دیده می‌شود. دامن‌های گلگیر جلو همانند دامن‌های چرخ عقب در کاهش کشش تأثیر دارند، اما باید از بدنه فاصله بیشتری داشته باشند تا در هنگام پیچ‌ها، لاستیک بیرون آمده از بدنه خودرو جبران شود.

### دم‌قایق و کام‌بک
دم‌قایق می‌تواند کشش کلی وسیله نقلیه را تا حد زیادی کاهش دهد. دم‌قایق‌ها یک شکل قطره اشکی ایجاد می‌کنند که به وسیله نقلیه نمای ساده‌تری می‌دهد و از وقوع جدایش جریان ناشی از کشش می‌کاهد. کام‌بک یک دم‌قایق کوتاه است. این به عنوان امتداد قسمت عقب خودرو ایجاد می‌شود و عقب را با زاویه کمی به سمت سپر خودرو به سمت عقب حرکت می‌دهد. این می‌تواند کشش را نیز کاهش دهد، اما دم‌قایق کشش خودرو را بیشتر کاهش می‌دهد. با این وجود، به دلایل کاربردی و سبک، یک کام‌بک بیشتر در مسابقات اتومبیل‌رانی، وسایل نقلیه با راندمان بالا و کامیون‌ها دیده می‌شود.

## مقایسه با آیرودینامیک هواپیما
آیرودینامیک خودرو از جهات مختلفی با آیرودینامیک هواپیما متفاوت است:
- شکل مشخصه یک وسیله نقلیه جاده‌ای در مقایسه با هواپیما بسیار ساده‌تر است.
- این وسیله نقلیه به جای هوای آزاد بسیار نزدیک به زمین عمل می‌کند.
- سرعت‌های عملیاتی کمتر است (نیروی پسار آیرودینامیکی به عنوان مربع سرعت تغییر می‌کند).
- یک وسیله نقلیه زمینی نسبت به هواپیما درجات آزادی کمتری دارد و حرکت آن کمتر تحت تأثیر نیروهای آیرودینامیکی قرار می‌گیرد.
- وسایل نقلیه زمینی مسافری و تجاری دارای محدودیت‌های طراحی بسیار خاصی مانند هدف مورد نظر، استانداردهای ایمنی بالا (برای مثال نیاز به فضای ساختاری 'مرده' بیشتر برای عمل به عنوان مناطق مچاله) و مقررات خاصی دارند.

## روش‌های مطالعه آیرودینامیک
آیرودینامیک خودرو با استفاده از مدل‌سازی کامپیوتری و تونل باد مورد مطالعه قرار می‌گیرد. برای بدست آوردن دقیق‌ترین نتایج از آزمایش تونل باد، تونل گاهی اوقات به یک جاده نورد مجهز می‌شود. این یک طبقه متحرک برای بخش کاری است که با همان سرعت جریان هوا حرکت می‌کند. این امر مانع از تشکیل یک لایه مرزی در کف قسمت کار و تأثیر بر نتایج می‌شود.

## نیروی رو به پایین
نیروی رو به پایین ایجاد شده توسط ویژگی‌های آیرودینامیکی یک خودرو را توصیف می‌کند که به آن اجازه می‌دهد با نگه داشتن خودرو روی مسیر یا سطح جاده سریع‌تر از یک گوشه عبور کند. برخی از عناصر برای افزایش نیروی رو به پایین خودرو نیز باعث افزایش نیروی پسار می‌شوند. تولید نیروی آیرودینامیکی رو به پایین خوب بسیار مهم است زیرا بر سرعت و کشش خودرو تأثیر می‌گذارد.